# Měrná magnetická susceptibilita
Měrná magnetická susceptibilita dříve specifická magnetická susceptibilita je magnetická susceptibilita vztažená na jednotkovou hustotu dané látky (nikoli na jednotkovou hmotnost, jak by naznačoval název). Obvyklá značka veličiny χmass, jednotka v SI m3·kg−1 (v CGS cm3·g−1). Jde o kvantitativní vyjádření schopnosti částic látky se zmagnetizovat. 
U izotropních látek jde o skalár, jinak o tenzor.
{\displaystyle \chi _{\text{mass}}=\chi /\rho }, kde {\displaystyle \chi \,} je magnetická susceptibilita, {\displaystyle \rho \,} hustota.
Jedná se o zastaralou veličinu z pohledu SI (normy řady ČSN ISO/IEC 800000) i IUPAC; jako obdobnou charakteristiku schopnosti částic látky se zmagnetizovat aktuální Zelená kniha IUPAC doporučuje veličinu molární magnetická susceptibilita (doporučená značka veličiny χm, jednotka v SI m3·mol−1, definovanou vztahem: 
{\displaystyle \chi _{\text{m}}=\chi /V_{\text{m}}}, kde {\displaystyle V_{\text{m}}\,} je molární objem (pozor, nejedná se o magnetickou susceptibilitu vztaženou na jednotkové látkové množství, jak by naznačoval název).

## Diamagnetika a paramagnetika
V případě diamagnetik závisí měrná magnetická susceptibilita pouze na poloměrech drah elektronů a nikoliv na teplotě, což je dáno tím, že tepelné oscilace atomů nemají vliv na uspořádání elektronů v orbitalech. Naproti tomu u paramagnetik je teplotě nepřímo úměrná (Curieho zákon).

## Experimentální stanovení měrné magnetické susceptibility
Principem je měření síly, kterým je magnetikum vtahováno nebo vypuzováno z vnějšího magnetického pole (Gouyovy váhy).